# Verlagsgebäude Neues Deutschland
Das Verlagsgebäude des Neuen Deutschland (auch: Bürogebäude FMP1) steht an der Straße der Pariser Kommune am Franz-Mehring-Platz 1 im Berliner Ortsteil Friedrichshain. In der Zeit der DDR wurde es als Sitz des SED-Zentralorgans Neues Deutschland gebaut. Es beherbergt neben der Zeitung weitere Organisationen und Verbände.

## Geschichte und Konzeption
Ursprünglich stand an dem Ort das Empfangsgebäude des Bahnhofs der Ostbahn, das nach Verlegung des Personenverkehrs auf den benachbarten Schlesischen Bahnhof vom bekannten Varieté-Theater Plaza genutzt wurde. Nach der Zerstörung des Gebäudes sollte hier das Verlagshaus des Neuen Deutschland entstehen. Aus einem Wettbewerb im Jahr 1952 ging ein im Stil der nationalen Traditionen gehaltener Entwurf des Architektenkollektivs Colden, Sommerer, Doehler und Englberger als Sieger hervor. Dieses Projekt wurde aber nicht realisiert.

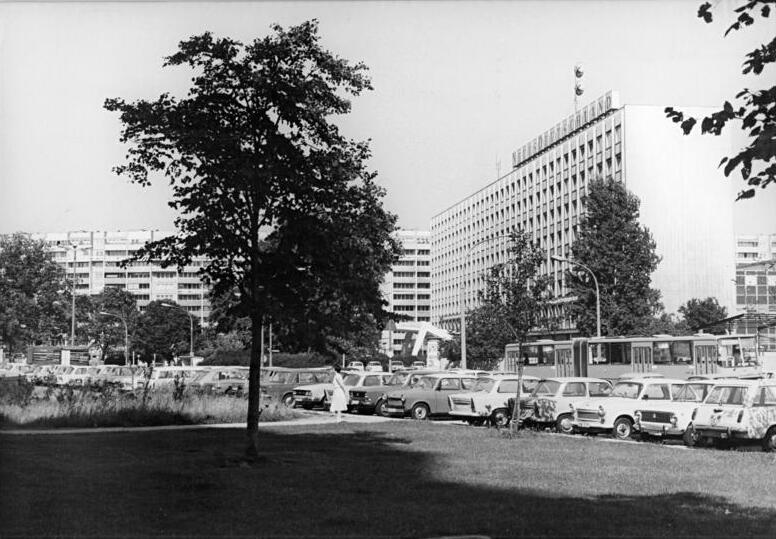
Verlagsgebäude Neues Deutschland, 1981

Erst nach der Fertigstellung des Axel-Springer-Hochhauses in West-Berlin wurde der Neubau eines Verlagsgebäudes wieder forciert. Zwischen 1969 und 1974 wurde das im internationalen Stil gehaltene Gebäude nach Entwürfen des Architektenkollektivs um Eberhard Just und Edgar Hofmann errichtet. Die Bauleitung übernahm der VEB Industrieprojektierung Leipzig. Es ist als Hochhausscheibe konzipiert. Werner Lamberz, Leiter der für die Presse zuständigen Abteilung Agitation und Propaganda im Zentralkomitee der SED, bezeichnete den Bau bei seiner Eröffnung als „größten und wichtigsten Bau, den unsere Partei [die SED] bisher errichtet hat“. Fast zeitgleich wurde in Ost-Berlin mit dem Haus des Berliner Verlages ein weiteres Pressegebäude errichtet.
Der Komplex umfasst 21.000 Quadratmeter. Angeschlossen waren eine Druckerei, ein polygrafisches Zentrum und eine eigene Autowerkstatt. Zur Zeit seiner Entstehung gehörte die Druckerei zu den modernsten in Europa. In ihr wurde neben der Tageszeitung Neues Deutschland auch die Wochenzeitung Neue Deutsche Bauernzeitung und die Rätselzeitung Troll gedruckt. Insgesamt wurden hier acht verschiedene Tageszeitungen, 19 Wochenzeitungen, 48 Betriebszeitungen und diverse Publikationen der SED hergestellt.
Im Jahr 1972 wurde der Platz vor dem Küstriner Bahnhof in Franz-Mehring-Platz nach dem marxistischen Publizisten Franz Mehring umbenannt.

## Heutige Nutzung und Eigentümer
Das Gebäude wird seit 1990 als Bürohaus genutzt. Da es sich auf dem ehemaligen Gelände der Deutschen Reichsbahn befindet, gab es von 1995 bis 2005 einen Rechtsstreit um die Immobilie zwischen dem Verlag des Neuen Deutschland und der Deutschen Bahn als Rechtsnachfolger der Reichsbahn. In dieser Zeit zogen der Verlag und die Druckerei aus (sie nutzten das Pumpwerk an der Elsenbrücke) und der Deutschen Bahn diente das Gebäude als Möbellager. Anschließend wurde es saniert und der Verlag Neues Deutschland zog wieder ein.
Außer dem Zeitungsverlag ist der Bau unter anderem Sitz des Karl Dietz Verlages, der DEFA-Stiftung,  des Bertz + Fischer Verlages, des Ostdeutschen Kuratoriums von Verbänden (OKV, darunter GRH, GBM), der Initiativgemeinschaft zum Schutz der sozialen Rechte ehemaliger Angehöriger bewaffneter Organe und der Zollverwaltung der DDR e. V. (ISOR), des Mitgliederservices der Gewerkschaft ver.di (ver.di Service GmbH) und – bis zum Jahr 2020 – der Rosa-Luxemburg-Stiftung. Zudem befindet sich im Gebäude die Berliner Niederlassung eines Sicherheitsunternehmens, der Gesellschaft für Zivile Sicherheitsdienste mbH. Von 1989 bis Ende 1999 war dort auch die Redaktion des Satiremagazins Eulenspiegel ansässig.
Im Gebäude befindet sich ein nach dem kommunistischen Verleger Willi Münzenberg benannter Saal, der für Veranstaltungen genutzt wird.
Eigentümerin von Grundstück und Gebäude ist die Grundstücksgesellschaft Franz-Mehring-Platz 1 GmbH, zu 90 % eine Tochterfirma der Neues Deutschland Druckerei und Verlags GmbH. Deren Stammkapital hält zur Hälfte die Föderative Verlags-, Consulting- und Handelsgesellschaft mbH – FEVAC treuhänderisch für die Partei Die Linke, zur anderen Hälfte die Communio Beteiligungsgenossenschaft eG.

## Künstlerische Gestaltung

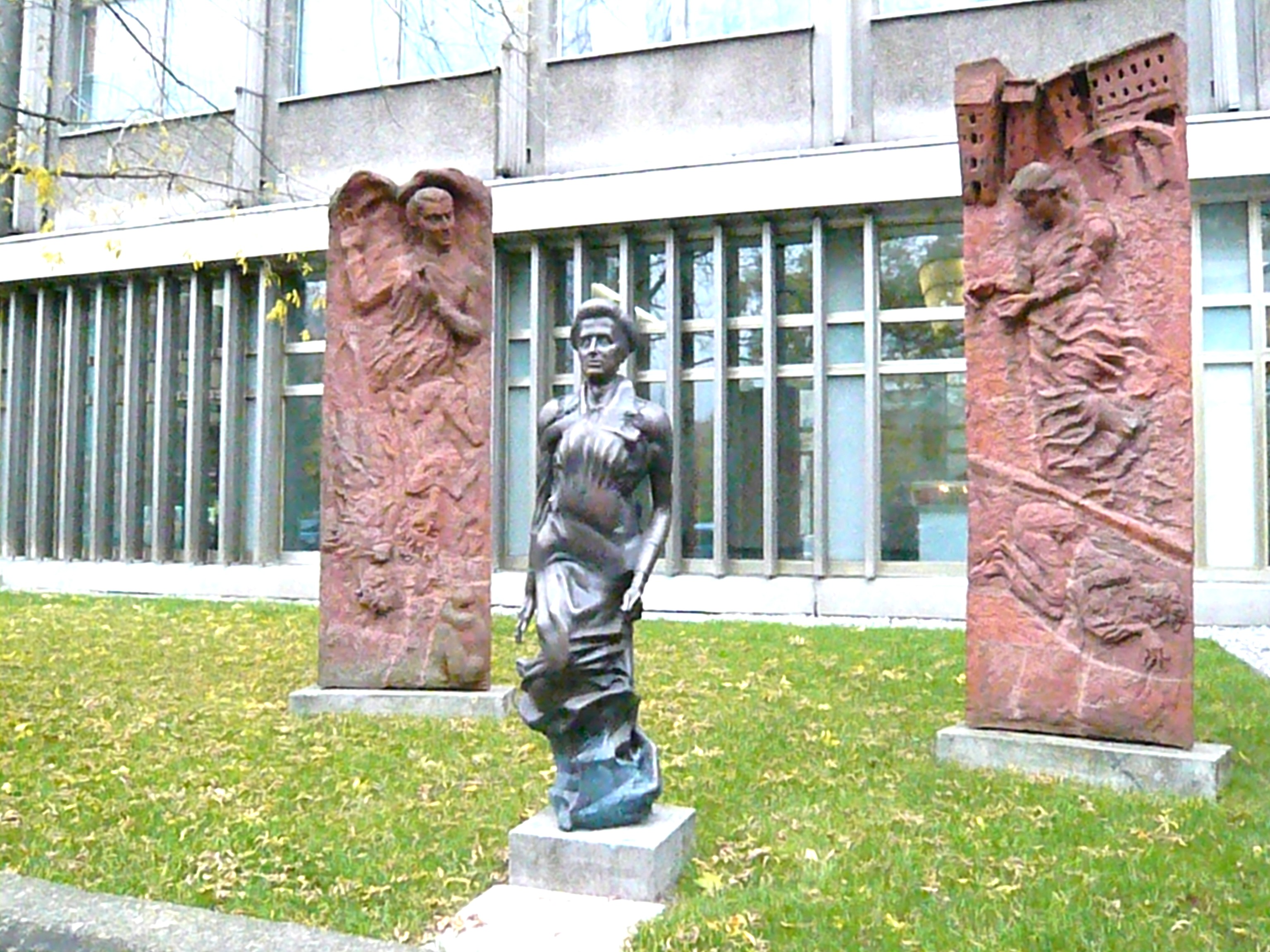
Vor dem Gebäude: Bronzeskulptur Rosa Luxemburg von Rolf Biebl; dahinter zwei Terrakotta-Reliefs zu Ehren von Mathilde Jacob und Karl Liebknecht von Ingeborg Hunzinger

- Im Innenhof des Gebäudes befand sich eine Keramikinstallation.
- Im Jahr 1996 wurden vor dem Verlagsgebäude zwei Terrakotta-Stelen zu Ehren von Mathilde Jacob und Karl Liebknecht aufgestellt, die von der Künstlerin Ingeborg Hunzinger geschaffen wurden. Vor dem Gebäude steht eine Büste Franz Mehrings von dem Magdeburger Künstler Heinrich Apel sowie die 1998–1999 entstandene Bronzeskulptur Rosa Luxemburg, ein Werk von Rolf Biebl.
- Während des Irakkriegs von 2003 wurde die Fassade mit der Parole „No war“ (‚Kein Krieg‘) illuminiert. Die Installation wurde von der Typografin Verena Gerlach und Oliver Krieger, zwei Mitgliedern des Projektes Blinkenlights umgesetzt.
- Seit dem 8. Mai 2009 erinnert eine Stele an das an diesem Standort 1929 eröffnete Volksvarieté Plaza und seinen Gründungsdirektor Jules Marx.[6]
- Der Franz-Mehring-Platz wurde umgestaltet und in seiner heutigen Form am 20. Juni 2023 eröffnet.[7]

## Zitate an der Fassade
Die Rosa-Luxemburg-Stiftung hat 2011 ein Schriftband mit folgenden Zitaten an der Außenwand des Gebäudes installieren lassen:
- Rosa Luxemburg: Der einzige Weg zur Wiedergeburt ist die Schule des öffentlichen Lebens selbst, uneingeschränkte breiteste Demokratie, öffentliche Meinung.
- Peter Weiss: So kommt der Schreibende auf einem Umweg über den Zerfall und die Machtlosigkeit zum Schreiben, und jedes Wort, mit dem er eine Wahrheit gewinnt, ist aus Zweifeln und Widersprüchen hervorgegangen.
- Karl Marx: Die soziale Revolution kann ihre Poesie nicht aus der Vergangenheit schöpfen, sondern nur aus der Zukunft.[8]

## Rezeption in Literatur und Film
- Die Filmemacher Sandra Prechtel aus München und François Rossier aus der Schweiz drehten 2004 unter dem Titel ND – Deutsches Neuland über das Gebäude eine Fernsehdokumentation für den MDR, die auf mehreren kleineren Festivals gezeigt wurde.[9][10]
- Der Titel des 2011 erschienenen Romans Die Kältezentrale der Schriftstellerin Inka Parei bezieht sich vordergründig auf die Klimatechnikräume im Untergeschoss des Verlagsgebäudes als einen Ort der Handlung, steht aber als Metapher für das politische Klima im regierungsnahen Verlag und im Ost-Berlin der 1980er Jahre insgesamt.[11]